# Друга фудбалска лига Енглеске
Друга фудбалска лига Енглеске, односно Друга лига (енгл. Football League Two), или по спонзору Скај бет лига 2 (енгл. Sky Bet League 2) је четврта најјача енглеска фудбалска лига, након Премијер лиге, Чемпионшипа и Прве лиге.
Назив Друга фудбалска лига Енглеске је уведен од сезоне 2004/05. пошто је ова лига претходно носила има Енглеска трећа фудбалска дивизија, а прије тога Енглеска четврта фудбалска дивизија. Најдужи стаж у лиги има Акрингтон стенли. Последњни пут изван Друге лиге је играо у сезони 2005./2006. када је био члан Националне лиге.

## Структура
Друга лига се састоји од 24 клуба. Сваки клуб игра два пута против осталих клубова (једном код куће и једном у гостима). Уколико на крају сезоне клубови имају једнак број бодова, коначан поредак одређује се на темељу следећих критерија: гол разлика, број победа и коначно, разигравањем.
На крају сваке сезоне прва два клуба, заједно са победником разигравања клубова који су сезону завршили на позицијама између 3. и 6. места, пласирају се у Прву лигу.
Са друге стране, два последњепласирана клуба испадају и Националну лигу, а први клуб из те лиге, заједно са победником разигравања (екипе које су завршиле на позицијама од 2. до 5. места), пласирају се у Другу лигу.

## Састав Друге лиге у сезони 2019/20.
- Бредфорд Сити
- Волсол
- Гримсби Таун
- Ексетер Сити
- Карлајл јунајтед
- Кембриџ јунајтед
- Колчестер јунајтед
- Кроли Таун
- Кру Александра
- Лејтон оријент
- Маклсфилд Таун
- Мансфилд Таун
- Моркам
- Нортхемптон Таун
- Њупорт каунти
- Олдам атлетик
- Плимут аргајл
- Порт Вејл
- Салфорд Сити
- Свиндон Таун
- Сканторп јунајтед
- Стивениџ
- Форест грин роверси
- Челтнам Таун